# 시드 헤이그

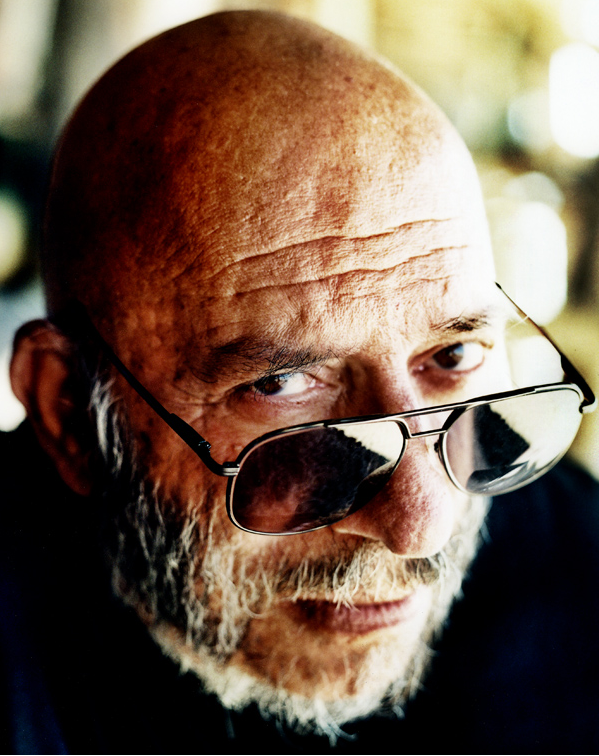

시드 헤이그(Sidney Eddy Mosesian, 1939년 7월 14일 ~ 2019년 9월 21일)는 미국의 텔레비전 배우, 영화배우, 영화 프로듀서이다.
프레즈노에서 태어났으며 로스앤젤레스에서 사망하였다. 사인은 만성 폐쇄성 폐질환이다.